# 1104年
| 千纪： | 2千纪 |
| 世纪： | 11世纪 \| 12世纪 \| 13世纪                                                                                             |
| 年代： | 1070年代 \| 1080年代 \| 1090年代 \| 1100年代 \| 1110年代 \| 1120年代 \| 1130年代                                       |
| 年份： | 1099年 \| 1100年 \| 1101年 \| 1102年 \| 1103年 \| 1104年 \| 1105年 \| 1106年 \| 1107年 \| 1108年 \| 1109年             |
| 纪年： | 甲申年（猴年）；辽统四年；北宋崇宁三年；西夏貞觀四年；大理天政二年、文安元年；越南龍符元化四年；日本康和六年，長治元年 |

## 大事记
- 唃廝囉國被北宋所滅。
- 高麗王朝時將領林幹等率兵由定州出關侵入曷懶甸，遭到女真軍的痛擊，在尹瓘的遊說之下，女真後來休戰。

## 出生
- 楊再興，南宋著名將領，宋初名將楊業的後代。